# Акамбаро
Ака́мбаро (ісп. Acámbaro) - місто і адміністративний центр однойменного муніципалітету в мексиканському штаті Гуанахуато. Чисельність населення, за даними перепису 2010 року, склала 57   972 людини. Розташовується в 255 км на схід від Мехіко.

## Історія
Місто засноване 1526 року.

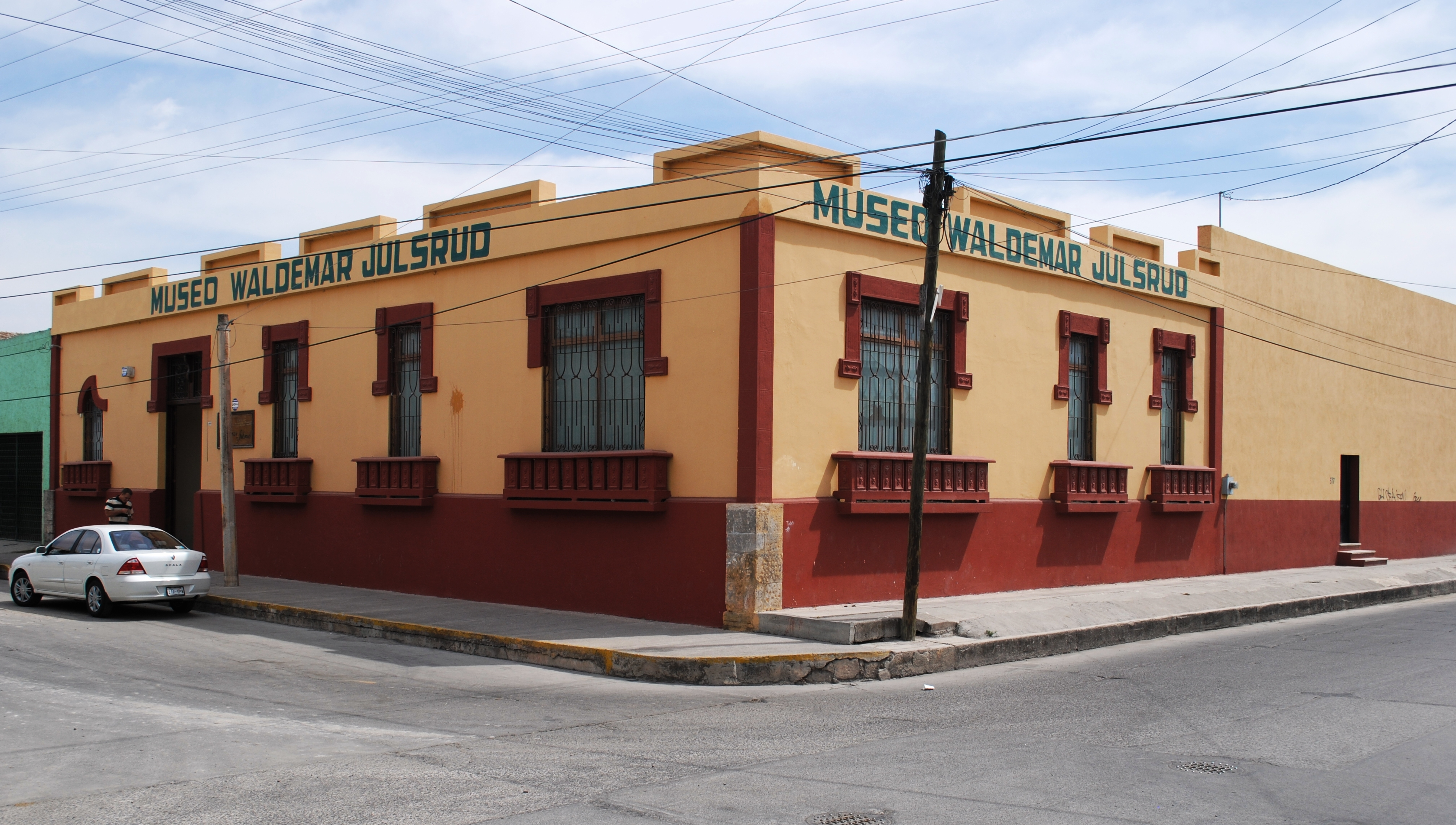
Музей Вальдемара Джульсруда. 2013

Місто отримало популярність, як місце знахідки колекції статуеток, що зберігаються в музеї Вальдемара Джульсруда (Museo Waldemar Julsrud)  . Серед іншого, частина статуеток нагадують динозаврів та інших тварин, яких вважали вимерлими до появи людини в Америці. Знахідка декількох тисяч фігурок була виявлена 1944 року торговцем Вальдемаром Джульсрудом (Waldemar Julsrud) в околицях міста, і викликала помітний відгук у археологічних колах. Їхній імовірний анахронізм розглядають як свідчення одночасного існування людей і «допотопної фауни» прихильниками креаціонізму  . Однак вченими було встановлено, що час їхнього виготовлення не раніше 30-х років XX століття.  